# Komunistyczna Partia Kurdystanu
Komunistyczna Partia Kurdystanu (kurd. Partiya Komunistê Kurdistan, tur. Kürdistan Komünist Partisi; KKP) – kurdyjska partia polityczna działająca w Turcji i Iraku. 

## Historia
KKP założona została w 1982, jako kurdyjska część Komunistycznej Partii Pracy Turcji (TKEP). Przed 1982, częścią TKEP była „Kurdyjska organizacja autonomiczna” (Kurdystan Özerk Örgütü) założona w 1980. W 1990 KKP stała się niezależną partią polityczną. Liderem partii jest Mehmet Baran. Według programu, partia walczy o ustanowienie socjalistycznej Ludowej Republiki Kurdystanu. Partia wspólnie z Iracką Partią Komunistyczną i Iracką Robotniczą Partią Komunistyczną, protestowała przeciwko interwencji w Iraku, w 2003. Po atakach na biura partii w 2000, partia skonfliktowana z inną lewicową formacją, Patriotyczną Unią Kurdystanu. 
Organem prasowym partii jest „Dengê Kurdystanu”.

### Działalność międzynarodowa
KPK posiada również struktury w Niemczech.